# لومتر ۱۵۶۵

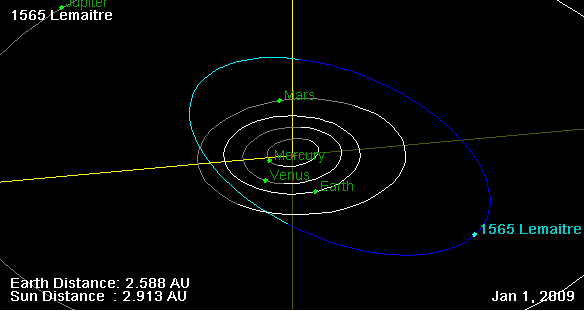
نمایی از محل قرارگیری سیارک لومتر ۱۵۶۵ در مدار – ۲۰۰۹

سیارک ۱۵۶۵ (به انگلیسی: 1565 Lemaitre، نامگذاری:1948WA) هزار و پانصد و شصت و پنجمین سیارک کشف شده‌است که در ۲۵ نوامبر ۱۹۴۸ کشف شد.
قدر مطلق سیارک برابر ۱۲٫۳۰ است.